# Rally de Hungría 2025
El Rally de Hungría 2025, oficialmente 6.º Staff House Rally Hungary, fue la sexta edición y la segunda ronda de la temporada 2025 del Campeonato de Europa de Rally. Se celebró del 9 al 11 de mayo y contó con un itinerario de trece tramos sobre tierra que sumarón un total de 191,01 km cronometrados.
Este rallye marco el regreso de Lancia a la competición con su nuevo Lancia Ypsilon Rally4 HF con el cual disputan el ERC4 y el Junior ERC. En este rallye el finés Tuukka Kauppinen y el estonio Jaspar Vaher usaron las máquinas italianas. Desde la década de 1990, Lancia no tenía presencia en el Campeonato de Europa de Rally.
El finés Roope Korhonen y su copiloto Anssi Viinikka, al volante de un Toyota GR Yaris Rally2 equipado con neumáticos MRF, sortearon tramos de tierra increíblemente accidentados que pusieron a prueba a los pilotos y a las monturas al límite. El dúo se alzó con la victoria con una renta 30,1 segundos sobre Mads Østberg, al volante de un Citroën C3 Rally2 con neumáticos Michelin. Korhonen realizó una actuación impresionante durante toda la carrera, ganando cinco de las 13 etapas, pero el camino hacia la victoria no estuvo exento de tensión. Korhonen terminó el sábado a 10,6 segundos del líder, Andrea Mabellini, antes de ganar las tres etapas del domingo por la mañana, reduciendo la diferencia con el italiano a unos tentadores 1,9 segundos. Sin embargo, Korhonen perdió el impulso cuando el director de carrera le impuso una penalización de 10 segundos por pasarse por una chicane en la décima etapa. Sin embargo, Korhonen se recuperó de inmediato, colocándose en cabeza en la siguiente especial, donde el rally dio un giro radical. Mabellini cedió 26,2 segundos tras sufrir daños en los neumáticos, lo que le dio a Korhonen una ventaja de 0,7 segundos a pesar de que este último también desprendió un neumático de la llanta. Desafortunadamente, los daños sufridos en la suspensión del Škoda Fabia RS Rally2 de Mabellini en la undécima etapa obligaron al italiano, que lideró el rally durante todo el sábado, a retirarse. Mikołaj Marczyk aprovechó una jornada emocionante para hacerse con el último puesto del podio, a 31,4 segundos del liderato al volante de su Škoda Fabia RS Rally2. Marczyk estuvo a solo 1,3 segundos de arrebatarle el segundo puesto a Østberg.
En las categorías inferiores, el polaco Igor Widłakr se impuso en el ERC 3, por delante del local Márton Bertalan y de su compatriota Hubert Kowalczyk. En el ERC4 y en ERC Junior, el sueco Calle Carlberg logró la victoria en ambas categorías, su compatriota, Victor Hansen terminó en la segunda posición a más de cuatro minutos de Carlsberg. El tercer escalón del podio fue para el italiano Matteo Doretto.

## Lista de inscritos
| Num.                     | Piloto               | Copiloto                  | Automóvil                | Equipo                                   |
| ------------------------ | -------------------- | ------------------------- | ------------------------ | ---------------------------------------- |
| 1                        | Roope Korhonen       | Anssi Viinikka            | Toyota GR Yaris Rally2   | Team MRF Tyres                           |
| 2                        | Andrea Mabellini     | Virginia Lenzi            | Škoda Fabia RS Rally2    | Andrea Mabellini                         |
| 3                        | Mikołaj Marczyk      | Szymon Gospodarczyk       | Škoda Fabia RS Rally2    | Mikołaj Marczyk                          |
| 4                        | Mads Østberg         | Torstein Eriksen          | Citroën C3 Rally2        | TRT Rally Team                           |
| 5                        | Jakub Matulka        | Damian Syty               | Škoda Fabia RS Rally2    | Jakub Matulka                            |
| 6                        | Roberto Blach Jr.    | Mauro Barreiro            | Škoda Fabia RS Rally2    | Roberto Blach Jr.                        |
| 7                        | Jos Verstappen       | Renaud Jamoul             | Škoda Fabia RS Rally2    | Jos Verstappen                           |
| 8                        | András Hadik         | István Juhász             | Ford Fiesta Rally2       | B-A Promotion Kft.                       |
| 9                        | Jon Armstrong        | Shane Byrne               | Ford Fiesta Rally2       | M-Sport Ford WRT                         |
| 10                       | Simone Tempestini    | Sergiu Itu                | Škoda Fabia RS Rally2    | Team MRF Tyres                           |
| 11                       | Dominik Stříteský    | Igor Bacigál              | Škoda Fabia RS Rally2    | Auto Podbabská Škoda PSG ACCR Team       |
| 12                       | Martin László        | Viktor Bán                | Škoda Fabia RS Rally2    | Topp-Cars Rally Team                     |
| 14                       | Philip Allen         | Craig Drew                | Škoda Fabia RS Rally2    | Philip Allen                             |
| 15                       | Jarosław Kołtun      | Ireneusz Pleskot          | Škoda Fabia RS Rally2    | J2X Rally Team                           |
| 16                       | Norbert Herczig      | Ramón Ferencz             | Škoda Fabia RS Rally2    | Proformance Service Kft Team Staff House |
| 17                       | Martin Vlček         | Jakub Kunst               | Hyundai i20 N Rally2     | Kowax DST Racing                         |
| 18                       | Dariusz Biedrzyński  | Rafał Fiołek              | Hyundai i20 N Rally2     | Kowax DST Racing                         |
| 19                       | Frigyes Turán        | Gábor Zsiros              | Škoda Fabia RS Rally2    | Turán Motorsport SE                      |
| 20                       | Miklós Csomós        | Attila Nagy               | Citroën C3 Rally2        | Team MRF Tyres                           |
| 21                       | Max McRae            | Cameron Fair              | Citroën C3 Rally2        | Team MRF Tyres                           |
| 22                       | Isak Reiersen        | Stefan Gustavsson         | Škoda Fabia RS Rally2    | Isak Reiersen                            |
| 23                       | Norbert Maior        | Francesca Maria Maior     | Citroën C3 Rally2        | Norbert Maior                            |
| 24                       | Bogdan Cuzma         | Marc Banca                | Škoda Fabia RS Rally2    | Bogdan Cuzma                             |
| 25                       | Gábor Német          | Gergely Németh            | Škoda Fabia RS Rally2    | Borsod Talent MSE                        |
| 26                       | Antal Kovács         | Richárd Csáki             | Hyundai i20 N Rally2     | Pécsi Sport Nonprofit Zrt.               |
| 27                       | "Sasa"               | Rebeka Ollé               | Škoda Fabia Rally2 evo   | Treff-Autóház Kft.                       |
| 28                       | Miklós Bujdos        | Tamás Csontos             | Škoda Fabia RS Rally2    | Ba-Ro Motorsport                         |
| 29                       | David Tomek          | Vítězslav Baďura          | Škoda Fabia Rally2 evo   | Top Trans Highway s.r.o.                 |
| 30                       | Tomasz Ociepa        | Paweł Pochroń             | Škoda Fabia Rally2 evo   | Tradepol Rally Team                      |
| 31                       | Tristan Charpentier  | Florian Barral            | Ford Fiesta Rally3       | Tristan Charpentier                      |
| 32                       | Adrian Rzeźnik       | Kamil Kozdroń             | Ford Fiesta Rally3       | Adrian Rzeźnik                           |
| 33                       | Tymoteusz Abramowski | Grzegorz Dachowski        | Ford Fiesta Rally3       | Tymoteusz Abramowski                     |
| 34                       | Martin Ravenščak     | Dora Ravenščak            | Ford Fiesta Rally3       | IK Sport Racing                          |
| 35                       | Igor Widłak          | Daniel Dymurski           | Ford Fiesta Rally3       | Grupa PGS RT                             |
| 36                       | Hubert Kowalczyk     | Jarosław Hryniuk          | Renault Clio Rally3      | Hubert Kowalczyk                         |
| 37                       | Sebastian Butyński   | Łukasz Jastrzębski        | Renault Clio Rally3      | Sebastian Butyński                       |
| 38                       | Casey Jay Coleman    | Killian McArdle           | Ford Fiesta Rally3       | Casey Jay Coleman                        |
| 39                       | Błażej Gazda         | Michał Jurgała            | Renault Clio Rally3      | Błażej Gazda                             |
| 40                       | Adam Grahn           | Christoffer Bäck          | Ford Fiesta Rally3       | Adam Grahn                               |
| 41                       | Márton Bertalan      | Róbert Paizs              | Ford Fiesta Rally3       | OLP Motorsport Kft.                      |
| 42                       | Ville Vatanen        | Jarno Ottman              | Renault Clio Rally3      | Ville Vatanen                            |
| 43                       | Esmar-Arnold Unt     | Denisa-Alexia Parteni     | Ford Fiesta Rally3       | CRC Rally Team                           |
| 44                       | Sergi Pérez Jr.      | Axel Coronado             | Peugeot 208 Rally4       | RACC Motorsport                          |
| 45                       | Calle Carlberg       | Jørgen Eriksen            | Opel Corsa Rally4        | ADAC Opel Rallye Junior Team             |
| 46                       | Jaspar Vaher         | Sander Pruul              | Lancia Ypsilon Rally4 HF | Team Estonia Autosport                   |
| 47                       | Craig Rahill         | Conor Smith               | Peugeot 208 Rally4       | Motorsport Ireland Rally Academy         |
| 48                       | Ioan Lloyd           | Sion Williams             | Peugeot 208 Rally4       | Ioan Lloyd                               |
| 49                       | Tommaso Sandrin      | Andrea Dal Maso           | Peugeot 208 Rally4       | Tommaso Sandrin                          |
| 50                       | Matteo Doretto       | Andrea Budoia             | Peugeot 208 Rally4       | Matteo Doretto                           |
| 51                       | Luca Pröglhöf        | Christina Ettel           | Opel Corsa Rally4        | ADAC Opel Rallye Junior Team             |
| 52                       | Victor Hansen        | Ditte Kammersgaard        | Peugeot 208 Rally4       | Victor Hansen                            |
| 53                       | Maxim Decock         | Tom Buyse                 | Opel Corsa Rally4        | Maxim Decock                             |
| 54                       | Keelan Grogan        | Ayrton Sherlock           | Peugeot 208 Rally4       | Motorsport Ireland Rally Academy         |
| 55                       | Mark-Egert Tiits     | Rainis Raidma             | Ford Fiesta Rally4       | Team Estonia Autosport                   |
| 56                       | Aoife Raftery        | Hannah McKillop           | Peugeot 208 Rally4       | HRT Racing Kft.                          |
| 57                       | Kevin Lempu          | Fredi Kostikov            | Ford Fiesta Rally4       | Team Estonia Autosport                   |
| 58                       | Timo Schulz          | Michael Wenzel            | Opel Corsa Rally4        | Timo Schulz                              |
| 59                       | Francesco Dei Ceci   | Nicolò Lazzarini          | Peugeot 208 Rally4       | Francesco Dei Ceci                       |
| 60                       | Leevi Lassila        | Antti Linnaketo           | Opel Corsa Rally4        | IK Sport Racing                          |
| 61                       | Tuukka Kauppinen     | Veli-Pekka Karttunen      | Lancia Ypsilon Rally4 HF | Tuukka Kauppinen                         |
| 62                       | Artur Luca           | Mihai Supuran             | Renault Clio Rally5      | Artur Luca                               |
| 63                       | Cristian Sugár       | Vlad Colceriu             | Opel Corsa Rally4        | Cristian Sugár                           |
| 64                       | Mihnea Hanea         | Natalie Hanea             | Peugeot 208 Rally4       | HRT Racing Kft                           |
| 65                       | Tom Kässer           | Stephan Schneeweiß        | Peugeot 208 Rally4       | Tom Kässer                               |
| 66                       | Norman Kreuter       | Jeannette Kvick Andersson | Peugeot 208 Rally4       | Norman Kreuter                           |
| Fuente: ewrc-results.com |                      |                           |                          |                                          |

## Itinerario
| Día                     | Tramo | Nombre                     | Distancia | Ganador de la etapa             | Automóvil                                    | Tiempo  | Líder de la general |
| ----------------------- | ----- | -------------------------- | --------- | ------------------------------- | -------------------------------------------- | ------- | ------------------- |
| Día 1 (9 de mayo)       | -     | Hajmáskér (Shakedown)      | 6.00 km   | Roope Korhonen                  | Toyota GR Yaris Rally2                       | 3:33.8  | -                   |
| Día 1 (9 de mayo)       | SS1   | SSS Királyszentistván      | 2.05 km   | Simone Tempestini               | Škoda Fabia RS Rally2                        | 1:45.2  | Simone Tempestini   |
| Día 2 (10 de mayo)      | SS2   | Hegyesd /1                 | 18.75 km  | Andrea Mabellini                | Škoda Fabia RS Rally2                        | 9:34.7  | Andrea Mabellini    |
| Día 2 (10 de mayo)      | SS3   | Kislőtér /1                | 25.80 km  | Roope Korhonen                  | Toyota GR Yaris Rally2                       | 15:16.9 | Andrea Mabellini    |
| Día 2 (10 de mayo)      | SS4   | Várpalota /1               | 8.75 km   | Andrea Mabellini Roope Korhonen | Škoda Fabia RS Rally2 Toyota GR Yaris Rally2 | 5:02.0  | Andrea Mabellini    |
| Día 2 (10 de mayo)      | SS5   | Hegyesd /2                 | 18.75 km  | Andrea Mabellini Jon Armstrong  | Škoda Fabia RS Rally2 Ford Fiesta Rally2     | 9:25.9  | Andrea Mabellini    |
| Día 2 (10 de mayo)      | SS6   | Kislőtér /2                | 25.80 km  | Simone Tempestini               | Škoda Fabia RS Rally2                        | 15:14.0 | Andrea Mabellini    |
| Día 2 (10 de mayo)      | SS7   | Várpalota /2               | 8.75 km   | Andrea Mabellini                | Škoda Fabia RS Rally2                        | 4:56.3  | Andrea Mabellini    |
| Día 3 (11 de mayo)      | SS8   | Iszka /1                   | 15.34 km  | Roope Korhonen                  | Toyota GR Yaris Rally2                       | 8:47.3  | Andrea Mabellini    |
| Día 3 (11 de mayo)      | SS9   | Tés /1                     | 10.25 km  | Roope Korhonen                  | Toyota GR Yaris Rally2                       | 7:16.5  | Andrea Mabellini    |
| Día 3 (11 de mayo)      | SS10  | Nagylőtér /1               | 15.54 km  | Roope Korhonen                  | Toyota GR Yaris Rally2                       | 8:18.0  | Andrea Mabellini    |
| Día 3 (11 de mayo)      | SS11  | Iszka /2                   | 15.34 km  | Philip Allen                    | Škoda Fabia RS Rally2                        | 8:48.0  | Roope Korhonen      |
| Día 3 (11 de mayo)      | SS12  | Tés /2                     | 10.25 km  | Jon Armstrong                   | Ford Fiesta Rally2                           | 7:03.4  | Roope Korhonen      |
| Día 3 (11 de mayo)      | SS13  | Nagylőtér /2 (Power Stage) | 15.54 km  | Philip Allen                    | Škoda Fabia RS Rally2                        | 8:09.3  | Roope Korhonen      |
| Fuente:ewrc-results.com |       |                            |           |                                 |                                              |         |                     |

### Power stage
El power stage fue un tramo de 15,54 km. Se otorgaron puntos adicionales a los cinco más rápidos.
| Pos. | Piloto          | Copiloto            | Tiempo | Diferencia | Puntos |
| ---- | --------------- | ------------------- | ------ | ---------- | ------ |
| 1    | Philip Allen    | Craig Drew          | 8:09.3 | -          | 5      |
| 2    | Jon Armstrong   | Shane Byrne         | 8:11.2 | +1.9       | 4      |
| 3    | Mikołaj Marczyk | Szymon Gospodarczyk | 8:11.7 | +2.4       | 3      |
| 4    | Mads Østberg    | Torstein Eriksen    | 8:15.2 | +5.9       | 2      |
| 5    | Roope Korhonen  | Anssi Viinikka      | 8:22.1 | +12.8      | 1      |

## Clasificación final
| Pos.                     | Piloto               | Copiloto                  | Automóvil                | Tiempo    | Diferencia | Puntos  |
| General                  | General              | General                   | General                  | General   | General    | General |
| ------------------------ | -------------------- | ------------------------- | ------------------------ | --------- | ---------- | ------- |
| 1.                       | Roope Korhonen       | Anssi Viinikka            | Toyota GR Yaris Rally2   | 1:50:30.7 | 0.0        | 30      |
| 2.                       | Mads Østberg         | Torstein Eriksen          | Citroën C3 Rally2        | 1:51:00.8 | +30.1      | 24      |
| 3.                       | Mikołaj Marczyk      | Szymon Gospodarczyk       | Škoda Fabia RS Rally2    | 1:51:02.1 | +31.4      | 21      |
| 4.                       | Róbert Bútor         | Róbert Tagai              | Citroën C3 WRC           | 1:51:23.8 | +53.1      | [ n 1 ] |
| 5.                       | Isak Reiersen        | Stefan Gustavsson         | Škoda Fabia RS Rally2    | 1:53:12.2 | +2:41.5    | 19      |
| 6.                       | Gábor Német          | Gergely Németh            | Škoda Fabia RS Rally2    | 1:55:48.3 | +5:17.6    | 17      |
| 7.                       | Norbert Maior        | Francesca Maria Maior     | Citroën C3 Rally2        | 1:55:52.6 | +5:21.9    | 15      |
| 8.                       | "Sasa"               | Rebeka Ollé               | Škoda Fabia Rally2 evo   | 1:57:04.6 | +6:33.9    | 13      |
| 9.                       | Tibor Tóth           | József Szabó              | Škoda Fabia RS Rally2    | 1:57:07.9 | +6:37.2    | [ n 1 ] |
| 10.                      | Jos Verstappen       | Renaud Jamoul             | Škoda Fabia RS Rally2    | 1:57:30.8 | +7:00.1    | 11      |
| 11.                      | Péter Osváth         | Dávid Májer               | Škoda Fabia Rally2 evo   | 1:57:34.2 | +7:03.5    |         |
| 12.                      | László Bodolai       | Attila Deák               | Ford Fiesta Rally2       | 1:58:00.2 | +7:29.5    | [ n 1 ] |
| 13.                      | Norbert Herczig      | Ramón Ferencz             | Škoda Fabia RS Rally2    | 1:58:55.2 | +8:24.5    | 9       |
| 14.                      | József Trencsényi    | Gábor Verba               | Škoda Fabia RS Rally2    | 1:59:04.8 | +8:34.1    | [ n 1 ] |
| 15.                      | Jon Armstrong        | Shane Byrne               | Ford Fiesta Rally2       | 1:59:13.1 | +8:42.4    | 7       |
| 16.                      | Antal Kovács         | Richárd Csáki             | Hyundai i20 N Rally2     | 2:01:02.3 | +10:31.6   | 5       |
| 17.                      | Igor Widłak          | Daniel Dymurski           | Ford Fiesta Rally3       | 2:02:16.9 | +11:46.2   | 4       |
| 18.                      | Márton Bertalan      | Róbert Paizs              | Ford Fiesta Rally3       | 2:02:34.1 | +12:03.4   | 3       |
| 19.                      | Martin Vlček         | Jakub Kunst               | Hyundai i20 N Rally2     | 2:02:42.6 | +12:11.9   | 2       |
| 20.                      | Hubert Kowalczyk     | Jarosław Hryniuk          | Renault Clio Rally3      | 2:03:20.7 | +12:50.0   | 1       |
| ERC3                     |                      |                           |                          |           |            |         |
| 1.                       | Igor Widłak          | Daniel Dymurski           | Ford Fiesta Rally3       | 2:02:16.9 | 0.0        | 30      |
| 2.                       | Márton Bertalan      | Róbert Paizs              | Ford Fiesta Rally3       | 2:02:34.1 | +17.2      | 24      |
| 3.                       | Hubert Kowalczyk     | Jarosław Hryniuk          | Renault Clio Rally3      | 2:03:20.7 | +1:03.8    | 21      |
| 4.                       | Ville Vatanen        | Jarno Ottman              | Renault Clio Rally3      | 2:03:43.4 | +1:26.5    | 19      |
| 5.                       | Błażej Gazda         | Michał Jurgała            | Renault Clio Rally3      | 2:08:36.8 | +6:19.9    | 17      |
| 6.                       | Tristan Charpentier  | Florian Barral            | Ford Fiesta Rally3       | 2:12:03.9 | +9:47.0    | 15      |
| 7.                       | Esmar-Arnold Unt     | Denisa-Alexia Parteni     | Ford Fiesta Rally3       | 2:17:05.8 | +14:48.9   | 13      |
| 8.                       | Tymoteusz Abramowski | Grzegorz Dachowski        | Ford Fiesta Rally3       | 2:27:24.2 | +25:07.3   | 11      |
| 9.                       | Adrian Rzeźnik       | Kamil Kozdroń             | Ford Fiesta Rally3       | 3:01:44.0 | +59:27.1   | 9       |
| ERC4                     |                      |                           |                          |           |            |         |
| 1.                       | Calle Carlberg       | Jørgen Eriksen            | Opel Corsa Rally4        | 2:03:47.6 | 0.0        | 30      |
| 2.                       | Victor Hansen        | Ditte Kammersgaard        | Peugeot 208 Rally4       | 2:08:23.3 | +4:35.7    | 24      |
| 3.                       | Matteo Doretto       | Andrea Budoia             | Peugeot 208 Rally4       | 2:09:07.8 | +5:20.2    | 21      |
| 4.                       | Jaspar Vaher         | Sander Pruul              | Lancia Ypsilon Rally4 HF | 2:09:57.3 | +6:09.7    | 19      |
| 5.                       | Ioan Lloyd           | Sion Williams             | Peugeot 208 Rally4       | 2:12:02.2 | +8:14.6    | 17      |
| 6.                       | Leevi Lassila        | Antti Linnaketo           | Opel Corsa Rally4        | 2:13:37.2 | +9:49.6    | 15      |
| 7.                       | Norman Kreuter       | Jeannette Kvick Andersson | Peugeot 208 Rally4       | 2:13:52.7 | +10:05.1   | 13      |
| 8.                       | Aoife Raftery        | Hannah McKillop           | Peugeot 208 Rally4       | 2:15:59.1 | +12:11.5   | 11      |
| 9.                       | Kevin Lempu          | Fredi Kostikov            | Ford Fiesta Rally4       | 2:18:30.0 | +14:42.4   | 9       |
| 10.                      | Sergi Pérez Jr.      | Axel Coronado             | Peugeot 208 Rally4       | 2:19:52.4 | +16:04.8   | 7       |
| 11.                      | Keelan Grogan        | Ayrton Sherlock           | Peugeot 208 Rally4       | 2:26:49.9 | +23:02.3   | 5       |
| 12.                      | Luca Pröglhöf        | Christina Ettel           | Opel Corsa Rally4        | 2:32:40.3 | +28:52.7   | 4       |
| 13.                      | Tuukka Kauppinen     | Veli-Pekka Karttunen      | Lancia Ypsilon Rally4 HF | 3:07:27.9 | +1:03:40.3 | 3       |
| 14.                      | Artur Luca           | Mihai Supuran             | Renault Clio Rally5      | 3:13:02.5 | +1:09:14.9 | 2       |
| Junior ERC               |                      |                           |                          |           |            |         |
| 1.                       | Calle Carlberg       | Jørgen Eriksen            | Opel Corsa Rally4        | 2:03:47.6 | 0.0        | 30      |
| 2.                       | Victor Hansen        | Ditte Kammersgaard        | Peugeot 208 Rally4       | 2:08:23.3 | +4:35.7    | 24      |
| 3.                       | Matteo Doretto       | Andrea Budoia             | Peugeot 208 Rally4       | 2:09:07.8 | +5:20.2    | 21      |
| 4.                       | Jaspar Vaher         | Sander Pruul              | Lancia Ypsilon Rally4 HF | 2:09:57.3 | +6:09.7    | 19      |
| 5.                       | Ioan Lloyd           | Sion Williams             | Peugeot 208 Rally4       | 2:12:02.2 | +8:14.6    | 17      |
| 6.                       | Leevi Lassila        | Antti Linnaketo           | Opel Corsa Rally4        | 2:13:37.2 | +9:49.6    | 15      |
| 7.                       | Aoife Raftery        | Hannah McKillop           | Peugeot 208 Rally4       | 2:15:59.1 | +12:11.5   | 13      |
| 8.                       | Kevin Lempu          | Fredi Kostikov            | Ford Fiesta Rally4       | 2:18:30.0 | +14:42.4   | 11      |
| 9.                       | Sergi Pérez Jr.      | Axel Coronado             | Peugeot 208 Rally4       | 2:19:52.4 | +16:04.8   | 9       |
| 10.                      | Keelan Grogan        | Ayrton Sherlock           | Peugeot 208 Rally4       | 2:26:49.9 | +23:02.3   | 7       |
| 11.                      | Luca Pröglhöf        | Christina Ettel           | Opel Corsa Rally4        | 2:32:40.3 | +28:52.7   | 5       |
| 12.                      | Tuukka Kauppinen     | Veli-Pekka Karttunen      | Lancia Ypsilon Rally4 HF | 3:07:27.9 | +1:03:40.3 | 4       |
| 13.                      | Artur Luca           | Mihai Supuran             | Renault Clio Rally5      | 3:13:02.5 | +1:09:14.9 | 3       |
| Fuente: ewrc-results.com |                      |                           |                          |           |            |         |